# 沙尔圣勒林茨
沙尔圣勒林茨（匈牙利語：Sárszentlőrinc）是匈牙利托尔瑙州所辖的一个村，总面积38.45平方公里，总人口935，人口密度24.3人/平方公里（2010年1月1日）。